# María Victoria Mateos
María Victoria Mateos Manteca (Zamora, 1969) es una doctora en Medicina y Cirugía española e investigadora clínica en hematología y hemoterapia en el Hospital Universitario de Salamanca, es especialista en mieloma múltiple.
Es presidenta de la Sociedad Española de Hematología y Hemoterapia (SEHH), impulsora de las terapias CAR-T, es miembro del Grupo Español de Mieloma (GEM) de Pethema. En 2022 fue galardonada como mejor investigadora clínica en mieloma del mundo, premio Bart Barlogie (Bart Barlogie Award) concedido en Los Ángeles (Estados Unidos) a cargo de la Sociedad Internacional del Mieloma (IMS) durante su encuentro anual.

## Formación y actividad clínica e investigación

### Formación
María Victoria Mateos Manteca concluyó la licenciatura de medicina en la Universidad de Valladolid en 1993; en 2001 obtuvo el grado de doctor en la Universidad de Salamanca con la tesis doctoral sobre biología molecular del mieloma Análisis del estado de metilación del gen p16 en gammapatías monoclonalestécnicas para su detección, prevalencia e implicación clínico pronóstica, dirigida por Jesús San Miguel y Marcos González Díaz.
Es profesora asociada en la Universidad de Salamanca.

### Actividad clínica e investigadora
La doctora Mateos está adscrita al Departamento de Hematología del Complejo Asistencial Universitario de Salamanca. Es directora del Programa de Mieloma y coordina la Unidad de Ensayos Clínicos. Es miembro del Instituto de Investigación Biomédica de Salamanca (IBSAL), del Instituto de Biología Molecular y Celular del Cáncer (IBMCC)-Centro de Investigación del Cáncer (CIC).
Es coordinadora del Grupo Español de Mieloma (GEM), con participación directa en el diseño y desarrollo de ensayos clínicos. Ha coordinado numerosos ensayos clínicos, especialmente en el entorno del mieloma no elegible para trasplante y del mieloma latente, y estos ensayos han influido profundamente en las opciones actuales para el manejo de estas poblaciones de pacientes.
Es miembro de la EMMA, IMS, IMWG (International Myeloma Working Group), EHA (European Hematology Association) y ASH. Ha formado parte del Comité Científico de la ASH sobre enfermedades de células plasmáticas entre 2015-2019 y del Comité del Programa Científico y del Consejo Asesor de la EHA desde 2013 hasta 2020 siendo presidenta del Comité del Programa Científico en 2019.  Ha sido consejera de la Junta de la EHA desde 2015 por un mandato de cuatro años y sigue siendo miembro de la junta ejecutiva de la IMS y miembro del comité científico de la Escuela Europea de Hematología (ESH).

### Terapias Cart-T
MV Mateos es impulsora del tratamiento de las neoplasias hematológicas mediante las terapias CAR-T que considera fundamentales para mejorar la calidad de vida de los pacientes e incluso lograr su curación. Así, señala, numerosos pacientes responden muy bien y la enfermedad desaparece en muy poco tiempo después de recibir la terapia CAR-T. El tratamiento con los linfocitos T-CAR es relativamente sencillo y los resultados son muy positivos.

## Premios y reconocimientos
- 2023.- Premio Castilla y León de Investigación Científica y Técnica e Innovación (edición correspondiente a 2022).[18]

- 2023.- Incluida en la lista Forbes de los 100 mejores médicos de España en el ámbito de la asistencia, la investigación y la docencia.[19]
- 2022 - Premio eWoman en Tecnología e Investigación.[20][21]
- 2022 - Bart Barlogie Award - Mejor investigadora clínica en mieloma del mundo, premio Bart Barlogie concedido en Los Ángeles (Estados Unidos) a cargo de la Sociedad Internacional del Mieloma durante su encuentro anual.[10][11]
- 2019 - Brian Durie Award, en reconocimiento de su excelencia investigadora en mieloma y su trayectoria de 20 años de investigación, concecido por la Fundación Internacional del Mieloma como "reconocimiento" a su trayectoria durante los últimos 20 años.[16]
- 2019 - Premio ICAL. De discípula a maestra, de la Agencia de Noticias ICAL.[22]
- 2016- Premio al mejor proyecto de innovación en Hematología por su trabajo sobre el tratamiento precoz del mieloma múltiple asintomático de alto riesgo.[23]
- 2013 - VI Premio Nacional de Investigación Oncológica María Julia Castillo. otorgado por la Fundación Benéfica Anticáncer San Francisco Javier y Santa Cándida de Granada.[24]

## Publicaciones
MV Mateos ha publicado más de 300 artículos en revistas internacionales desde 2015. Algunas publicaciones de María Victoria Mateos Manteca pueden consultarse en:
- Publicaciones de M.V. Mateos en Portal Investigación - Universidad de Salamanca
- María Victoria Mateos en Researchgate.net
- Publicaciones en Science Direct
- Publicaciones en Google Scholar
- Publicaciones en PubMed - Mateos MV